# Colonia Agustín Olvera
Colonia Agustín Olvera är en ort i Mexiko.   Den ligger i kommunen Acatlán och delstaten Hidalgo, i den sydöstra delen av landet, 110 km nordost om huvudstaden Mexico City. Colonia Agustín Olvera ligger 2 180 meter över havet och antalet invånare är 700.
Terrängen runt Colonia Agustín Olvera är kuperad åt sydväst, men åt nordost är den platt. Runt Colonia Agustín Olvera är det tätbefolkat, med 476 invånare per kvadratkilometer. Närmaste större samhälle är Tulancingo, 8,7 km sydost om Colonia Agustín Olvera. Omgivningarna runt Colonia Agustín Olvera är en mosaik av jordbruksmark och naturlig växtlighet.